# Sörensen fängt Feuer
Sörensen fängt Feuer ist ein deutscher Fernsehfilm aus dem Jahr 2023. Die Hauptrolle der namensgebenden Titelfigur und die Regie übernahm Bjarne Mädel. Nach Sörensen hat Angst ist es die zweite Verfilmung nach der Buchreihe Sörensen ermittelt von Sven Stricker.

## Handlung
Sörensen hat die Medikamente gegen seine Angststörung abgesetzt. Als er eines Nachts mit dem Auto unterwegs ist, läuft ihm eine verstörte junge blinde Frau vor das Auto. Er nimmt sie mit auf das Polizeirevier, lässt sie medizinisch untersuchen und versucht, ihre Identität herauszufinden. Sie spricht davon, vor dem Teufel Angst zu haben und deshalb immer nur im Haus gewesen zu sein. Ihr Vater habe sie vor der „Welt da draußen“ beschützt. Da sie zu Sörensen und seinem Hund Cord Vertrauen gefasst hat, nimmt er das Mädchen zu sich. Sie verrät ihm, sie heiße Jette und wo sie wohne. Als er am nächsten Tag mit seiner Kollegin Jennifer Holstenbeck die Adresse überprüfen will, finden sie einen Mann mit zahlreichen Einstichen tot im Wohnzimmer. Sörensen befragt den Nachbarn Linus Hoekstra, der sich sonderbar benimmt und bei der Identifizierung angibt, dass der Tote nicht Jettes Vater sei.
Es zeigt sich, dass es vor vielen Jahren eine Gruppe bibeltreuer Christen gab, zu der auch Jette und ihr Vater gehörten. Wegen ihrer Behinderung hatte er das blinde Mädchen all die Jahre im Keller vor der Welt versteckt gehalten, da angeblich Behinderungen eine Strafe Gottes seien. Selbst die Nachbarn wussten nicht, dass Dierk Lorenzen eine Tochter hatte. Für Sörensen ist Jettes Vater, der spurlos verschwunden ist, dringend verdächtig, den Mann erstochen zu haben. Als er dann plötzlich wieder auftaucht und ein weiterer Toter in seinem Wohnzimmer liegt, erklärt er, nicht der Täter gewesen zu sein. Zu dem Mann auf dem Sofa könne er nichts sagen. Der habe einfach da auf seinem Sofa gesessen und Jette sei nicht mehr da gewesen. Im Verhör gesteht er, dass er nicht Jettes Vater sei. Bei der Obduktion ergibt sich aber die biologische Vaterschaft des Toten auf dem Sofa. Die sektenartige Gruppe um Jette und ihren Ziehvater Lorenzen erweist sich immer mehr als ein Netz von Verschwörungen und Verschwiegenheit. Auch Nachbar Linus Hoekstra wird ermordet aufgefunden.
Es stellt sich heraus, dass Jette die ungewollte Tochter des Sektenmitglieds Martina Braasch ist. Als sie nach Jahren unverhofft dem Vater ihrer Tochter gegenüberstand, hatte sie ihn erstochen, damit niemand etwas von ihrem Kind erfahren sollte, ebenso wie Gruppenmitglied Frank, der davon erfahren hatte. Gruppenleiter Linus Hoekstra wollte sie sich anvertrauen, brachte ihn dann aber ebenso um. Da Jette Großeltern im Ort hat, schickt Sörensen das Mädchen zu ihnen. Zum Schluss sitzen sich Sörensen und Jennifer bei einem Speeddating gegenüber – eine Freundschaft scheint sich anzubahnen.

## Kritik
Rainer Tittelbach von Tittelbach.tv schrieb: „Das fulminante, euphorisch gefeierte und vielfach preisgekrönte Krimi-Drama Sörensen hat Angst schrie […] geradezu nach einer Fortsetzung. An der Ausgangssituation hat sich wenig geändert. Katenbüll ist und bleibt ein Nest, in dem kein Fernsehzuschauer begraben sein möchte, und die psychische Verfassung der Titelfigur hat sich sogar noch verschlechtert.“ Der Film „besticht durch sein absolut stimmungsvolles Zusammenspiel von Narration, Dramaturgie & Inszenierung, von Charakter-Zeichnung und Tonlage. Kein gefälliger Krimi zum Schmunzeln wie die Kriminalkomödien aus Münster. Mit seinen skurrilen und maximal reduzierten Situationen, dem minimalistischen Verhalten und den witzigen Dialogwechseln ist dieses ARD-Highlight von und mit Bjarne Mädel eher etwas zum genauen Hingucken und Zuhören. Ein Film zum stillen Genießen.“
Bei film-rezensionen.de meinte Oliver Armknecht, der Film „macht Spaß, vor allem durch die schrägen Figuren und die absurden Dialoge.“ „Seine schnell ins Absurde kippenden Dialoge in Kombination mit dem betont nüchternen Auftreten der meisten Figuren ist tatsächlich witzig, anstatt nur so zu tun.“ „Dafür heißt es Abstriche bei dem Krimi zu machen. Der Film […] folgt dabei zwar schon den Regeln des klassischen Whodunnits, wenn auf eine Leiche mehrere Verdächtige kommen. An Wendungen mangelt es auch nicht, da die Figuren diverse Geheimnisse mit sich herumtragen und nicht immer das sind, was sie nach außen hin erscheinen. Allerdings ist die Geschichte bewusst weit hergeholt. […] Wen das nicht stört, sondern einfach nur einen unterhaltsamen Krimi voll kaputter Leute sehen will, der ist hier an einer guten Adresse.“
Heike Huppertz konstatierte in der Online-Ausgabe der Frankfurter Allgemeinen Zeitung, der Polizeifilm nähere sich mit großer Empathie der Sprache seines Protagonisten. Bjarne Mädel sei in Hochform. Das Grundsätzliche liege in dem Film ganz im Sprechen: „Im ermüdungsfreien Monologisieren der durch ihre Krankheit gepeinigten Hauptfigur, im Versuch des Dialogs, im aneinander Vorbei- und umeinander Herumreden, im verbalen Umschleichen, Betasten, von sich Ablenken und mehr unfreiwilligen zu sich Hinführen.“
In der Frankfurter Rundschau schrieb Sylvia Staude, der Film sei sehr krimi-untypisch, nämlich zugleich tieftragisch und zartkomisch, die Regie schaue den Menschen direkt und nah ins Gesicht und nutze zwischendurch sogar Bühnen-Ästhetik. Er warte mit den glänzendsten, traurigsten, mildesten Dialogen auf, „die Sie seit langem gehört haben werden“.
Für prisma.de wertete Eric Leimann: „Weil dem Regisseur Bjarne Mädel die deutsche Krimiflut mindestens ebenso auf die Nerven geht wie vielen anderen Schauspielern, versucht er typische Krimiszenen anders darzustellen als gewohnt. In Sörensen fängt Feuer wird die komplexe Auflösung des Falles statt durch endlosen Info-Dialog in Form einer Theater-Performance vollzogen. Und das funktioniert, ohne dass es "gaga" wirkt. Unterhaltungsfernsehen kann manchmal mehr als man denkt.“

## Hintergrund
Auch die zweite Verfilmung aus der Stricker-Buchreihe wurde überwiegend in Niedersachsen gedreht, vor allem in den Landkreisen Friesland und Wesermarsch. In der Stadt Brake sind die Aufnahmen mit der Flutschutzmauer auf dem Weserdeich entstanden.
Der Film wurde am 30. September 2023 auf dem 30. Filmfest Hamburg vorgestellt. Seit dem 11. Oktober 2023 ist er in der ARD-Mediathek abrufbar und wurde am 18. Oktober 2023 im Ersten ausgestrahlt.

## Auszeichnungen
Die Produzenten Jakob Claussen und Uli Putz wurden im Oktober 2023 beim Filmfest Hamburg mit dem „Hamburger Produzentenpreis für deutsche Fernsehproduktionen“ ausgezeichnet, der mit 25.000 Euro dotiert ist.
Bei der „TeleVisionale – Film- und Serienfestival Baden-Baden“ wurde der Film mit dem 3sat-Publikumspreis ausgezeichnet. Das Ensemble erhielt einen Sonderpreis für „herausragende darstellerische Leistungen“. Im Rahmen des Grimme-Preis 2024 erfolgte eine Nominierung im Wettbewerb Fiktion.
Beim Deutschen Schauspielpreis 2024 wurden Bjarne Mädel und Katrin Wichmann in der Kategorie Duo ausgezeichnet.